# Abraham de Fabert
Marechal Abraham de Fabert, gravura de Gérard Edelinck
brasão
Abraham (de) Fabert d'Esternay (Metz, 11 de outubro de 1599 — Sedan, 17 de maio de 1662) foi um homem de guerra francês. Como tenente-general em 1650, foi nomeado marechal da França em 1658. Também foi governador do antigo principado de Sedan em 1642–1662, destacou-se durante a Guerra dos Trinta Anos e sitiou Stenay em 1654.

## Família

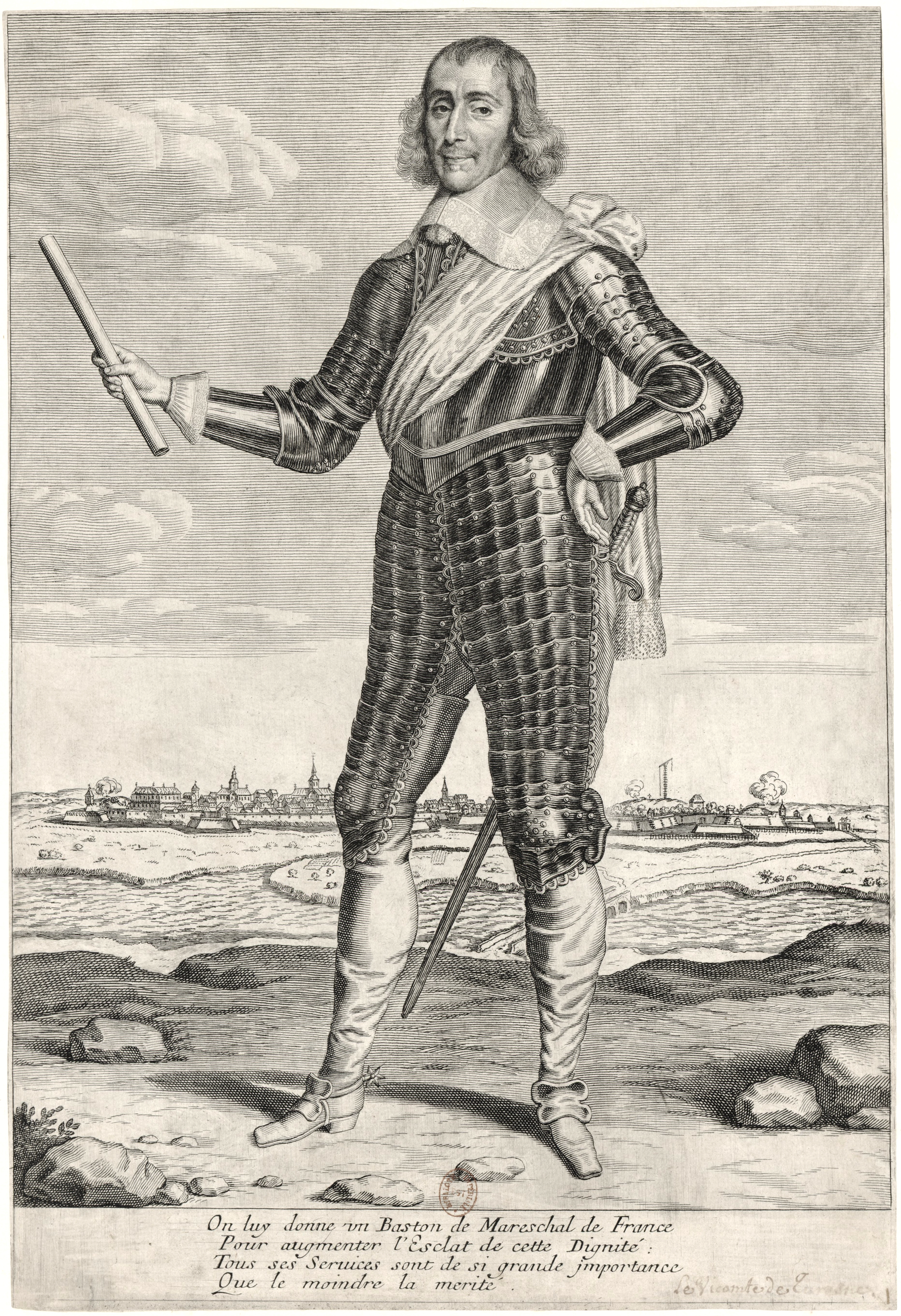
Abraham de Fabert

Seu tataravô, Isaïe Fabert, Senhor de Xonville, no antigo cantão de Gorze, viveu em Estrasburgo em meados do século XVI; seu avô, Dominique Fabert — Mangin no diminutivo tradicional da Lorena — foi um impressor registrado em Estrasburgo antes de se estabelecer em Metz após uma breve estadia em Nancy (diretor da gráfica ducal em Nancy). Quanto ao pai do marechal, Abraham Fabert, o primeiro do nome, foi o impressor juramentado da cidade de Metz desde 1595, comissário da artilharia do governo de Metz e cinco vezes mestre-vereador de Metz. Foi enobrecido por Henrique IV por auxiliá-lo em seu caminho para Paris.
Sua filha Claude casou-se com o Marquês de Caylus e seu neto Charles de Caylus (1669–1754), foi bispo de Auxerre de 1704 até sua morte.

## Biografia
Abraham Fabert iniciou sua carreira militar aos quatorze anos. Pajem do duque d'Épernon, em 1613 ele se juntou ao regimento dos Gardes Françaises como cadete, onde se destacou por sua valentia; em 1618, foi nomeado capitão de infantaria. Em 1627, se destacou como major do regimento Rambures no cerco de La Rochelle.
Em 1629, demonstrou a maior bravura no ataque ao passo de montanha em Susa, que Luís XIII estava sitiando pessoalmente, e liderou o cerco de Chivas na Saboia, derrotando completamente o exército do príncipe Thomas, que estava tentando desbloquear a praça-forte. Em 26 de maio de 1629, durante o ataque ao hornaveque de Privas, Abraham Fabert correu para a frente da tropa de soldados de infantaria ligeira que serve de vanguarda, colocou sua escada no pé da muralha, chegou primeiro à muralha, brandiu sua espada contra os inimigos e permaneceu firme até que os oficiais e soldados, inspirados por seu exemplo, juntaram-se a ele. Foi logo seguido por todo o regimento, que se instalou firmemente no local.
Em 1630, retornando ao Piemonte com o regimento de Rambures, ele chegou diante de Exilles. Após fazer o reconhecimento dos arredores do forte, Abraham Fabert entrou sozinho no fosso, aproximou-se da torre de menagem e planejou seu ataque. No dia seguinte, com um pequeno destacamento, abriu uma trincheira até a fortaleza, colocou dois canhões na bateria e forçou a guarnição a se render. Em seguida, avançou à frente de várias companhias em direção a Torre Carbonnière, capturou a ponte Mafrée que a separava e forçou esse posto a se render. Na batalha de Avigliana, a retaguarda do exército foi atacada quando passava pela montanha de San Michele. Abraham Fabert, com vinte homens, enfrentou 400 saboianos: enquanto isso, Charles de Rambures desceu com 1.º Regimento da altura onde estava postado e atacou o inimigo com tal vigor que suas fileiras, jogadas umas sobre as outras, foram lançadas em grande desordem: a derrota foi completa. O regimento estava então no cerco de Saluzzo, onde Fabert foi atingido por dois tiros no chapéu. Ele teve a audácia de sair em plena luz do dia, sob uma saraivada de balas, para fazer o reconhecimento dos acessos à fortaleza. O rei, cheio de admiração por essa bravura brilhante e útil, afastou-se em favor de Faber dos regulamentos que ele mesmo havia elaborado e lhe deu uma companhia, cujo comando era, a partir de então, incompatível com as funções de sargento-mor.

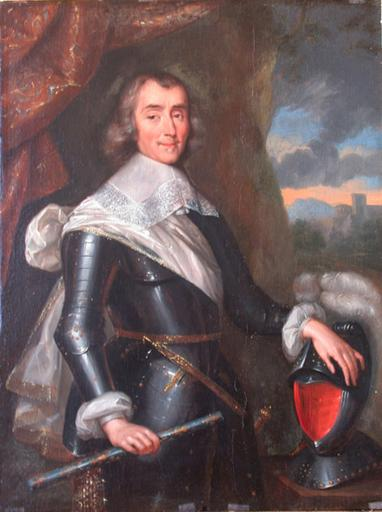
Marechal Fabert d'Esternay

Em 1636, durante o cerco de Saverne, Fabert subiu por uma fenda na muralha durante o terceiro ataque e tomou uma casa próxima. Ele se defendeu por mais de uma hora, mas quando os sitiados atearam fogo à casa, ele foi forçado a pular na vala, onde recebeu vários ferimentos. Após sua recuperação, Fabert foi recompensado com uma companhia na Picardia.
Promovido (por Richelieu) ao posto de capitão no Regimento da Guarda Francesa, ele novamente se destacou em muitas ações, principalmente no cerco de Arras em 1640, na batalha de Marfée em 1641 e nos cercos de Collioure e Perpinhão em 1642, após o que recebeu o governo de Sedan. Em seguida, serviu no exército da Catalunha em 1645–1646 e depois na Itália, na captura de Piombino e Portolongone, como marechal de campo.
Em 1650, recebeu outras honrarias: em maio, foi criado marquês de Fabert (em Larrey — escrito La Ré — e Cérilly) e tenente-general em 20 de outubro; recebeu o comando das tropas estacionadas em Flandres e, em seguida, a inspeção das cidades do Mosa pertencentes à Coroa, em 1652.
Em 1654, sob os olhos de Luís XIV, ele liderou o cerco de Stenay, forçando a cidade a se render ao aplicar as novas regras de ataque; “Foi nesse cerco que vimos pela primeira vez”, escreveu Pinard, “as paralelas e a cavalaria de trincheira”. Em 1655, ele adquiriu as terras de Esternay (o padre Anselme o chamou de Marquês de Esternay).
Fabert recebeu o bastonete de Marechal da França em 28 de junho de 1658: ele foi o primeiro soldado de uma família da nobreza recente e, por assim dizer, das fileiras, a ser elevado a essa dignidade. Uma delegação veio especialmente de Metz para parabenizá-lo em nome de sua cidade natal: o homem que fez o discurso, o Grande Arquidiácono de Metz, era ninguém menos que Bossuet.
Foi assim que o próprio Luís XIV resumiu a carreira e as qualidades do novo marechal no documento para a ocasião, após mencionar seus sucessos em Liège e a captura de Stenay: “O referido Marquês de Fabert, tendo, nesse empreendimento, bem como em vários outros cercos, combates, batalhas, comandos de lugares e tropas, negociações, governo de povos e outros trabalhos e ocasiões de importância, dado provas consideráveis de uma grande capacidade para assuntos políticos e militares, de um conhecimento universal, de extraordinária vigilância e de providenciar tudo, de diligência incansável, agindo em todos os lugares por si, de consumada prudência e experiência e de generosidade e valor, de uma inviolável fidelidade e afeição por nosso serviço e por tudo o que é da glória e grandeza deste Estado, o que ele particularmente testemunhou durante os últimos problemas do reino, e todas as qualidades recomendáveis que pudessem ser exigidas para a administração dos primeiros cargos.”
Em dezembro de 1661, ele recusou o colar das ordens do rei, por modéstia ou por medo de ser mal aceito por seus pares, dada sua origem modesta. Em compensação, o rei lhe deu a propriedade de Sézanne en Brie.

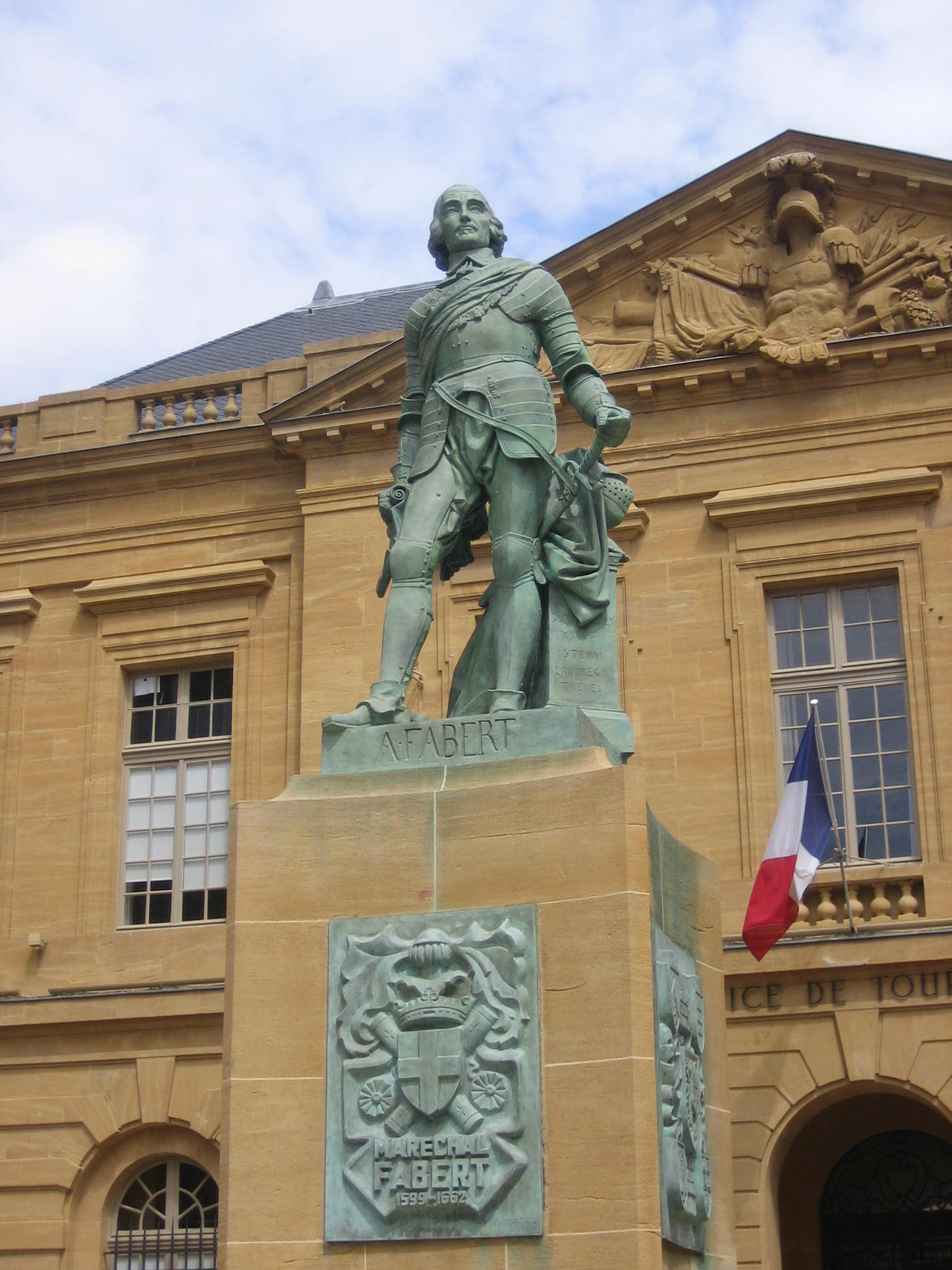
Estátua de Fabert em frente ao corpo da guarda na Place d'Armes, em Metz

Em 10 de maio de 1662, ele adoeceu com pneumonia e, em 16 de maio, ele mesmo pediu a extrema-unção na cidade de Sedan, onde era governador e onde morreu no dia seguinte.
Des Courtils espalhou alguns rumores estranhos: “Ele tinha um gosto pelas ciências ocultas. Quando morreu, seu corpo nunca foi encontrado; diziam que ele havia sido raptado pelo demônio! Seus restos mortais foram depositados no Convento dos Capuchinhos irlandeses, do qual tudo o que resta hoje é a capela que abrigava os túmulos da família do Marechal — sua esposa, seu filho e o seu próprio. Os corpos foram removidos durante a Revolução Francesa.
Ele havia se casado com Claude Richard de Clevant, de quem teve três filhos e três filhas:
- Louis, coronel do regimento de Lorraine, foi morto pelos turcos no cerco de Candie em 23 de junho de 1669, com cerca de 18 anos, sem se casar,
- Dois outros filhos morreram jovens,
- Anne, casada com Louis de Comminges-Vervins, depois com Claude-François de Mérode-Trélon,
- Claude casada com Charles-Henri de Tubières de Grimoard-Pestels de Lévis-Caylus,
- Angélique casada com Claude Brulart de Genlis (filha, Marie-Anne Brulart), depois casada com François, Marquês de Harcourt-Beuvron, viúvo com um filho (Henri d'Harcourt), que foi o 1.º Duque e Marechal de Harcourt em 1703.

Marie-Anne Brulart e Henri d'Harcourt se casaram em 1687 e tiveram: François d'Harcourt, 2.º Duque e Marechal de Harcourt em 1746, e Anne Pierre d'Harcourt, 3.º Duque e Marechal depois de seu irmão, em 1775.

## Homenagens
- Em Metz, o Colégio Fabert, a rua Fabert e uma estátua de bronze na Place d'Armes prestam homenagem ao Marechal.[7]
- A rua Fabert em Paris passa ao lado da Esplanada dos Inválidos.